# Sphaerichthys
Sphaerichthys is een geslacht van straalvinnige vissen uit de familie van de echte goerami's (Osphronemidae).

## Soorten
- Sphaerichthys acrostoma Vierke, 1979
- Sphaerichthys osphromenoides Canestrini, 1860 – Chocoladegoerami
- Sphaerichthys selatanensis Vierke, 1979
- Sphaerichthys vaillanti Pellegrin, 1930